# Epicrionops parkeri
Espèce
Synonymes
- Rhinatrema parkeri Dunn, 1942

Statut de conservation UICN

 VU  : Vulnérable
Epicrionops parkeri est une espèce de gymnophiones de la famille des Rhinatrematidae.

## Répartition
Cette espèce est endémique du département d'Antioquia en Colombie. Elle se rencontre vers 1 000 m d'altitude dans la Cordillère Centrale à Medellín et à Amalfi.

## Étymologie
Cette espèce est nommée en l'honneur Hampton Wildman Parker.

## Publication originale
- Dunn, 1942 : The American caecilians. Bulletin of the Museum of Comparative Zoology, vol. 91, no 6, p. 437-540 (texte intégral).